# Янчин монастир
Андріївський (Янчин) монастир — православний жіночий монастир давнього Києва. Споруджений Великим князем Всеволодом Ярославичем для своєї дочки Янки (Анни) у 1086. В монастирі була заснована перша на Русі жіноча школа з вишивальною майстернею.
Про заснування Янчиного монастиря в "Повісті минулих літ" оповідається так:
"Всеволод заклав церкву святого Андрія [Первозваного] при Іоанні преподобнім, митрополиті. Він зробив у церкві тій монастир, і в ньому дівою постриглася дочка його, на ім’я Янка. Ся ж Янка, зібравши чорноризиць многих, пробувала з ними по монастирському правилу".

## Церква святого Андрія
Церкву св. Андрія також закладено в 1086 за сприяння Великого князя Всеволода І Ярославича. Освячено в 1131.

### Усипальниця
За даними літописів, були поховані, зокрема, Ярополк Володимирович за ініціативою дружини Олени, княжна-монахиня Анна Всеволодівна